# Dānak
Dānak (persiska: دانك, يَل كَرپی) är en ort i Iran.   Den ligger i provinsen Qazvin, i den nordvästra delen av landet, 170 km väster om huvudstaden Teheran. Dānak ligger 2 003 meter över havet och antalet invånare är 374.
Terrängen runt Dānak är kuperad söderut, men norrut är den platt.Runt Dānak är det ganska glesbefolkat, med 27 invånare per kvadratkilometer. Närmaste större samhälle är Kolanjīn, 16,0 km nordväst om Dānak. Trakten runt Dānak består i huvudsak av gräsmarker.